# ضرب داخلی
در هندسهٔ تحلیلی، ضرب داخلی (به انگلیسی: Inner Product) یا ضرب اسکالر (به انگلیسی: scalar product) یک عمل دوتایی بین دو بردار اقلیدسی است که نتیجهٔ آن یک عدد حقیقی است. به عبارتی دیگر، نتیجهٔ ضرب داخلیِ دو کمیت برداری، یک کمیت اسکالر است.
ضرب داخلی با نماد نقطه در وسط «·» نمایش داده می‌شود که با نقطه «.» تفاوت دارد، ازاین‌رو در انگلیسی به آن ضرب نقطه‌ای (به انگلیسی: dot product) هم گفته می‌شود.

## تعریف

### بیان ریاضی
ضرب داخلی دو بردار {\displaystyle {\vec {a}}=(a_{1},a_{2},\dots ,a_{\mathrm {n} })} و {\displaystyle {\vec {b}}=(b_{1},b_{2},\dots ,b_{\mathrm {n} })} در فضای {\displaystyle \mathbb {R} ^{\mathrm {n} }} به صورت زیر تعریف می‌شود:
{\displaystyle {\vec {a}}\cdot {\vec {b}}=\sum _{i=1}^{\mathrm {n} }a_{i}b_{i}=a_{1}b_{1}+a_{2}b_{2}+\dots +a_{\mathrm {n} }b_{\mathrm {n} }}

#### مثال

{\displaystyle {\begin{aligned}(1,3,-5)\cdot (4,-2,-1)&=1\times 4+3\times -2+-5\times -1\\&=4\qquad -6\qquad \ +5\\&=3\end{aligned}}}

### بیان ماتریسی
اگر بردارها را ماتریس سطری فرض کنیم ضرب داخلی را می‌توان از رابطهٔ زیر نیز محاسبه کرد ({\displaystyle b^{\mathsf {T}}} یعنی ماتریس ترانهادهٔ {\displaystyle b}):
{\displaystyle {\vec {a}}\cdot {\vec {b}}=ab^{\mathsf {T}}}

#### مثال
{\displaystyle {\begin{bmatrix}1&3&-5\end{bmatrix}}{\begin{bmatrix}4\\-2\\-1\end{bmatrix}}=3}

### بیان هندسی
اگر {\displaystyle \theta } زاویهٔ بین دو بردار باشد:
{\displaystyle {\vec {a}}\cdot {\vec {b}}=\left\vert {\vec {a}}\right\vert \left\vert {\vec {b}}\right\vert \cos \theta }
که در آن {\displaystyle \left\vert {\vec {a}}\right\vert } و {\displaystyle \left\vert {\vec {b}}\right\vert }  به‌ترتیب اندازه‌های بردارهای  {\displaystyle {\vec {a}}} و {\displaystyle {\vec {b}}}اند.
در نتیجه:
- اگر {\displaystyle {\vec {a}}} و {\displaystyle {\vec {b}}} بر هم عمود باشند، نتیجهٔ ضرب صفر خواهد شد و برعکس: {\displaystyle \theta =90^{\circ }\Rightarrow \cos \theta =0\Longleftrightarrow {\vec {a}}\cdot {\vec {b}}=0}
- اگر {\displaystyle {\vec {a}}} و {\displaystyle {\vec {b}}} با هم موازی باشند، نتیجهٔ ضرب برابر ضرب طول بردارها خواهد شد و برعکس: {\displaystyle \theta =0\Rightarrow \cos \theta =1\Longleftrightarrow {\vec {a}}\cdot {\vec {b}}=\left\vert {\vec {a}}\right\vert \left\vert {\vec {b}}\right\vert }
- ضرب داخلی یک بردار در خودش برابر مقدار طول آن به توان ۲ است:{\displaystyle {\vec {a}}\cdot {\vec {a}}=\left\vert {\vec {a}}\right\vert ^{2}}

### حجم متوازی‌السطوح به‌کمک ضرب‌داخلی بردارها[۴]
متوازی‌السطوح از احجام‌برداری است که دارای حجم و مساحت است.
برای‌تشکیل متوازی‌السطوح احتیاج به ضرب‌خارجی سه‌بردار به‌نام (a,b,c) نیاز است. ویرایش پیداکردن حجم آن احتیاج به ضرب‌داخلی است.
ضرب‌داخلی بردارهای a,b,c به‌ترتیب این‌گونه است.
{\displaystyle {\vec {a}}=(a_{1},a_{2},a_{3}),{\vec {b}}=(b_{1},b_{2},b_{3}),{\vec {c}}=(c_{1},c_{2},c_{3})}
حجم ‌متوازی‌السطوح به این صورت است.
{\displaystyle V=|({\vec {a}}.{\vec {b}}).{\vec {c}}|=a_{1}b_{1}c_{1}+a_{2}b_{2}c_{2}+a_{3}b_{3}c_{3}}

## خواص
1. جابه‌جایی: {\displaystyle {\vec {a}}\cdot {\vec {b}}={\vec {b}}\cdot {\vec {a}}}[۳]
2. پخش‌پذیری: {\displaystyle {\vec {a}}\cdot ({\vec {b}}+{\vec {c}})={\vec {a}}\cdot {\vec {b}}+{\vec {a}}\cdot {\vec {c}}}[۳]
3. ضرب در عدد: {\displaystyle (c_{1}{\vec {a}})\cdot (c_{2}{\vec {b}})=c_{1}c_{2}({\vec {a}}\cdot {\vec {b}})}[۳]

- شرکت‌پذیری ممکن نیست.[۵]
- خط زدن ممکن نیست: اگر {\displaystyle {\vec {a}}\cdot {\vec {b}}={\vec {a}}\cdot {\vec {c}}}، نمی‌توان نتیجه گرفت که {\displaystyle {\vec {b}}={\vec {c}}} بلکه {\displaystyle {\vec {a}}\cdot {\vec {b}}={\vec {a}}\cdot {\vec {c}}\Longrightarrow {\vec {a}}\cdot ({\vec {b}}-{\vec {c}})=0\Longrightarrow \theta =90^{\circ }}
- نابرابری مثلثی: 
  - {\displaystyle \|\mathbf {v} +\mathbf {w} \|\leq \|\mathbf {v} \|+\|\mathbf {w} \|}
  - {\displaystyle \|\mathbf {v} -\mathbf {w} \|\geq \|\mathbf {v} \|-\|\mathbf {w} \|}

- نابرابری کوشی-شوارتز (از بیان هندسی نتیجه می‌شود): {\displaystyle {\vec {a}}\cdot {\vec {b}}\leq \left\vert {\vec {a}}\right\vert \left\vert {\vec {b}}\right\vert }

## تعمیم بردارهای مختلط
برای دو بردار مختلط، ضرب داخلی به صورت زیر تعریف می‌شود:
{\displaystyle \mathbf {a} \cdot \mathbf {b} =\sum _{i=1}^{n}{a_{i}{\overline {b_{i}}}}}
که در اینجا، {\displaystyle {\overline {b_{i}}}}، مزدوج مختلط بردار {\displaystyle b_{i}} است.